# Elk Ridge
Cet article possède un paronyme, voir Elkridge.
Elk Ridge est une municipalité américaine située dans le comté d'Utah au sein de l'État du même nom.
Lors du recensement de 2010, sa population est de 2 436 habitants. La municipalité s'étend sur 2,68 milles carrés (6,94 km2).
La localité est fondée sur le Goosenest Ranch dans les années 1970. Elle est alors appelée Salem Hills. Le 22 décembre 1976, Salem Hills devient une municipalité. Deux ans plus tard, elle est renommée Elk Ridge, en référence aux nombreux wapitis (en anglais : elks) qui peuplent ses prairies. Sa population passe de 771 habitants en 1990 à plus de 2 000 au milieu des années 2000.